# Diocesi di Whitehorse
La diocesi di Whitehorse (in latino Dioecesis Equialbensis) è una sede della Chiesa cattolica in Canada suffraganea dell'arcidiocesi di Grouard-McLennan. Nel 2022 contava 8.706 battezzati su 44.652 abitanti. È retta dal vescovo Héctor Vila.

## Territorio
La diocesi è localizzata nel nord-ovest del Canada e comprende il Territorio dello Yukon e una parte dell'estremo settentrione della provincia della Columbia Britannica.
Sede vescovile è la città di Whitehorse, dove si trova la cattedrale del Sacro Cuore.
Il territorio diocesano ha una superficie di 724.000 km² ed è suddiviso in 23 parrocchie.

## Storia
Benché la diocesi di Whitehorse sia relativamente recente, i missionari cattolici hanno iniziato a lavorare in queste terre già verso la metà del l'Ottocento. Il primo missionario cattolico ad arrivare nel territorio nel settembre del 1861 fu il sacerdote Gascon, missionario oblato di Maria Immacolata, giunto nella zona del lago Watson dalle missioni di Mackenzie. Inizialmente l'attività missionaria era sporadica fino a quando fu scoperto l'oro nello Yukon, verso la fine del secolo.
Da questo momento inizia una presenza più stabile della Chiesa cattolica nello Yukon, il cui compito di evangelizzare il territorio venne affidato ai Gesuiti, provenienti dall'Alaska, e agli Oblati di Maria Immacolata.
Il 9 marzo 1908 fu istituita la prefettura apostolica dello Yukon, che il 20 novembre 1916 fu elevata al rango di vicariato apostolico con il duplice titolo dello Yukon e Prince Rupert, in seguito all'annessione di territori appartenenti alla Columbia Britannica e all'arcidiocesi di Vancouver.
L'opera missionaria si intensificò dopo il 1941 per l'apertura dell'autostrada dell'Alaska (Alaska Highway), che attraversa il territorio dello Yukon; ciò permise l'arrivo di nuovi missionari, la costruzione di nuove chiese e cappelle e il nascere un po' dappertutto di piccole comunità cattoliche. Contestualmente, nel 1942 il coadiutore del vicario apostolico dello Yukon e Prince Rupert, Jean-Louis-Antoine-Joseph Coudert, trasferì la propria residenza a Whitehorse.
Il vicariato apostolico di Whitehorse è stato eretto il 14 gennaio 1944 con la bolla Impensum quo di papa Pio XII, ricavandone il territorio dalla divisione del vicariato apostolico dello Yukon e Prince Rupert, dalla quale ebbe origine anche il vicariato apostolico di Prince Rupert (oggi diocesi di Prince George). Contestualmente, al nuovo vicariato apostolico di Whitehorse furono aggiunte porzioni di territorio che erano appartenute al vicariato apostolico di Grouard (oggi arcidiocesi di Grouard-McLennan).
Il vicariato apostolico di Whitehorse è stato elevato a diocesi il 13 luglio 1967 con la bolla Adsiduo perducti di papa Paolo VI.
Il 25 gennaio 2016 la diocesi è passata dalla giurisdizione della Congregazione per l'evangelizzazione dei popoli alla giurisdizione della Congregazione per i vescovi.

## Cronotassi dei vescovi
Si omettono i periodi di sede vacante non superiori ai 2 anni o non storicamente accertati.
- Jean-Louis-Antoine-Joseph Coudert, O.M.I. † (15 gennaio 1944 - 15 novembre 1965 deceduto)
- James Philip Mulvihill, O.M.I. † (18 dicembre 1965 - 15 ottobre 1971 dimesso)
- Hubert Patrick O'Connor, O.M.I. † (15 ottobre 1971 - 9 giugno 1986 nominato vescovo di Prince George)
- Thomas Joseph Lobsinger, O.M.I. † (3 luglio 1987 - 15 aprile 2000 deceduto)
  - Denis Croteau, O.M.I. (25 aprile 2003 - 5 gennaio 2006) (amministratore apostolico)
- Gary Michael Gordon (5 gennaio 2006 - 14 giugno 2014 nominato vescovo di Victoria)
  - Kieran Kilcommons (28 agosto 2014 - 27 novembre 2015) (amministratore apostolico)
- Héctor Vila, dal 27 novembre 2015

## Statistiche
La diocesi nel 2022 su una popolazione di 44.652 persone contava 8.706 battezzati, corrispondenti al 19,5% del totale.
| anno | popolazione | popolazione | popolazione | presbiteri | presbiteri | presbiteri | presbiteri                | diaconi | religiosi | religiosi | parrocchie |
| anno | battezzati  | totale      | %           | numero     | secolari   | regolari   | battezzati per presbitero | diaconi | uomini    | donne     | parrocchie |
| ---- | ----------- | ----------- | ----------- | ---------- | ---------- | ---------- | ------------------------- | ------- | --------- | --------- | ---------- |
| 1950 | 2.117       | 9.361       | 22,6        | 24         | 1          | 23         | 88                        |         | 25        | 17        | 31         |
| 1966 | 5.680       | 17.328      | 32,8        | 24         | 1          | 23         | 236                       |         | 27        | 16        | 42         |
| 1970 | 5.900       | 17.000      | 34,7        | 22         |            | 22         | 268                       |         | 27        | 21        | 28         |
| 1976 | 6.500       | 24.500      | 26,5        | 21         |            | 21         | 309                       |         | 24        | 13        | 2          |
| 1980 | 7.430       | 31.518      | 23,6        | 18         |            | 18         | 412                       |         | 21        | 16        | 2          |
| 1990 | 7.559       | 37.318      | 20,3        | 16         | 2          | 14         | 472                       |         | 16        | 8         | 19         |
| 1999 | 14.135      | 44.213      | 32,0        | 12         | 3          | 9          | 1.177                     | 2       | 11        | 7         | 26         |
| 2000 | 11.287      | 36.395      | 31,0        | 13         | 3          | 10         | 868                       | 1       | 12        | 7         | 24         |
| 2001 | 13.430      | 36.501      | 36,8        | 12         | 3          | 9          | 1.119                     | 1       | 10        | 8         | 24         |
| 2002 | 11.472      | 36.617      | 31,3        | 12         | 3          | 9          | 956                       | 1       | 10        | 8         | 26         |
| 2003 | 9.175       | 35.614      | 25,8        | 13         | 4          | 9          | 705                       | 1       | 10        | 8         | 23         |
| 2010 | 9.300       | 42.150      | 22,1        | 11         | 5          | 6          | 845                       |         | 6         | 4         | 19         |
| 2014 | 8.200       | 43.250      | 19,0        | 8          | 4          | 4          | 1.025                     |         | 4         | 2         | 22         |
| 2017 | 8.390       | 38.665      | 21,7        | 8          | 7          | 1          | 1.048                     |         | 1         | 2         | 22         |
| 2020 | 8.500       | 43.600      | 19,5        | 7          | 7          |            | 1.214                     |         |           | 2         | 23         |
| 2022 | 8.706       | 44.652      | 19,5        | 6          | 5          | 1          | 1.451                     |         | 1         | 2         | 23         |